# Танковий біатлон
Танковий біатлон — це механізоване військово-спортивне змагання, яке проводить російські військові в рамках щорічних Міжнародних армійських ігор. Натхненний зимовим видом спорту — біатлоном, цей вид спорту наголошує на комплексну підготовку екіпажів танків, включаючи навички проходження пересіченої місцевості у поєднанні зі здатністю вести точний і швидкий вогонь під час виконання маневрів.

## Інше
У вересні 2022 року були поширені фото трьох рідкісних танків Т-72Б3 зразка 2014 року, які Збройні Сили України накрили під селом Богородичне, що на Донеччині, а саме танки, які були розроблені для російського танкового біатлону.
Два з цих танків були знищені, ще один — взято як трофей українськими військовими. Відрізнити «біатлонний танк» передусім можна за панорамним командирським прицілом ПК-ПАН «Соколиный глаз». Цей приціл має двоплощинну незалежну стабілізацію, два оптичні канали (телевізійний та тепловізійний) та вбудований лазерний далекомір. Завдяки цьому командир може виконувати роботу навідника за потреби.
За даними з відкритих джерел до 24 лютого 2022 року РФ мала за різними оцінками від 20 до 40 одиниць цих танків.
Станом на травень 2024 року, відомо про знищення трьох «біатлонних» танків і загибель трьох чемпіонів.
квітні 2023 року стало відомо, що змагання вирішено проводити раз на два роки, тому наступні відбудуться в 2024 році, а в 2023 році їх не буде. Однак, 2024 року змагання знову скасували.